# Gustaf Wrangel
Johan Gustaf Fabian Wrangel, född 1 januari 1858 i Stockholm, död 22 mars 1923 i Lund, var en svensk militär.
Wrangel blev underlöjtnant vid Kronobergs regemente 1877, löjtnant där 1884 och vid Generalstaben 1885, kapten där 1890 och i Västernorrlands regemente 1895. Han var adjutant hos chefen för Lantförsvarsdepartementet 1890–1894 och stabschef vid VI. arméfördelningen 1895. Wrangel blev major vid Generalstaben 1897, överstelöjtnant vid Hälsinge regemente 1901 samt överste och chef för Dalregementet 1903. Han befordrades till generalmajor 1910 och till generallöjtnant 1917. Wrangel var chef för VI. arméfördelningen 1910–1916 och för IV. arméfördelningen 1916–1919. Han invaldes som ledamot av Krigsvetenskapsakademiens andra klass 1905 och av dess första klass 1910. Wrangel blev riddare av Svärdsorden 1898, kommendör av andra klassen av samma orden 1905, kommendör av första klassen 1910 och kommendör med stora korset 1918.
Gustaf Wrangel var son till överste Fredrik Wrangel och konstnärinnan Karin Ehrenstam. Han var från 1891 gift med friherrinnan Magdalena Augusta Wrangel (1861–1958), dotter till kammarherren friherre Carl Gustaf Wrangel och Magdalena Elisabeth Gyllenkrok. Hon var syster till överhovstallmästaren Fredrik Wrangel. Gustaf Wrangel var bror till generallöjtnant Herman Wrangel och konst- och litteraturhistorikern professor Ewert Wrangel.